# 吉野川 (埼玉県)
吉野川（よしのがわ）は、埼玉県大里郡寄居町・深谷市を流れる荒川水系の一級河川。

## 概要
寄居町富田（北緯36.089537度0分0秒 東経139.226421度0分0秒 / 北緯36.08954度 東経139.22642度）の丘陵に源を発し、荒川右岸の河岸段丘上を比企丘陵の北斜面より流れる小河川を合流して次第に流量を増しながら東へ流れる。途中寄居町赤浜（北緯36.112223度0分0秒 東経139.249316度0分0秒 / 北緯36.11222度 東経139.24932度）で新吉野川を分流する。深谷市本田（北緯36.127182度0分0秒 東経139.300632度0分0秒 / 北緯36.12718度 東経139.30063度）で向きを東向きから北向きに変えて荒川右岸に自然合流（北緯36.134019度0分0秒 東経139.297199度0分0秒 / 北緯36.13402度 東経139.29720度）する。明治初期まではそのまま東へ流れ、現在の和田吉野川（北緯36.1292441度0分0秒 東経139.30827度0分0秒 / 北緯36.12924度 東経139.30827度）へと続いていた。

## 橋梁
上流より
- 蟹穴橋（国道254号）
- 名称不明
- 東武東上本線
- 名称不明
- 富田橋
- 名称不明
- 埼玉県道274号赤浜小川線
- 吉野川橋
- 新吉野川橋（埼玉県道296号菅谷寄居線）
- 金塚橋
- 柏田橋
- 新町橋
- 寺前橋
- 一本橋
- 塚田橋
- 鶴亀橋
- 関越自動車道側道
- 吉野川橋（関越自動車道）
- 赤木橋
- 名称不明
- 吉野川橋（埼玉県道69号深谷嵐山線）
- 名称不明
- 内田橋
- 万年橋（埼玉県道81号熊谷寄居線）
- 名称不明